# Eriostethus fasciatus
Eriostethus fasciatus är en stekelart som först beskrevs av Setsuya Momoi 1966.  Eriostethus fasciatus ingår i släktet Eriostethus och familjen brokparasitsteklar. Inga underarter finns listade i Catalogue of Life.